# ستاره جنوب
ستاره جنوب (به انگلیسی: Southern Star) یا الماس از بین رفته (به فرانسوی: L'Étoile du sud) (به انگلیسی: Vanished Diamond) رمانی ماجراجویی و علمی-تخیلی نوشته ژول ورن، نویسنده نامدار فرانسوی است که نخستین بار در سال ۱۸۸۴ توسط انتشارات پیر-ژول اِتزل منتشر شد. موضوع کتاب معادن الماسِ آفریقای جنوبی و براساس دست نوشته‌ای از پاسکال گروسِت (سیاستمدار، مترجم و نویسنده ژانر علمی-تخیلیِ اهلِ فرانسه) نوشته شده است. این رمان، ظلم و ستم انگلیسی‌ها در هنگام استعمار کشورهای آفریقایی که حاوی معدن‌های ارزشمند بودند را نشان می‌دهد.

## شرح داستان
داستان کتاب در اواخر قرن نوزدهم (حوالی سال ۱۸۸۳ میلادی) و در دوره ای موسوم به تب الماس در منطقه گریکوآلاندِ آفریقای جنوبی (در حوالی رودخانه وال و اورانژ) و معادن الماسِ اطرافِ آن به وقوع می‌پیوندند.
سیپرین موره، شیمیدان و مهندس معدن فرانسوی که برای تحقیقات به آفریقا (که قاره‌ای تحت استعمار انگلیسی‌ها بود) آمده و در آنجا از آلیس، دخترِ یک سرمایه‌دار انگلیسی به نام جون واکینس (که طی سالها از طریق کشاورزی و استخراج الماس در آفریقای جنوبی، ثروت هنگفتی بدست آورده بود)، خواستگاری می‌کند و علی‌رغمِ رضایتِ آلیس، به علت نداشتن ثروت از پدر او جواب رد می‌شنود. سیپرین تصمیم به اجاره معدن و کار در آن برای جستجویِ الماس می‌گیرد. او با شخصی به نام توماس استل شریک شده، معدنی را از آقای واکینس اجاره کرده و با استخدام چند بومی آفریقایی کار در آنجا را شروع می‌کنند. نام یکی از این کارگران که بسیار سخت کوش و باهوش بود و مورد توجه سیپرین قرار گرفت، ماتاکی بود.
در یکی از روزهایی که ماتاکی به همراه کارگران مشغول حفاری بودند، معدن به علت انفجار فرو می‌ریزد و او در زیر آوار می‌ماند؛ اما با تلاشِ سیپرین، نجات داده می‌شود. بعد از نابودیِ معدن، سیپرین (با توجه به اینکه شیمیدان است) به پیشنهادِ آلیس تصمیم می‌گیرد از علم و تجربیاتش استفاده کند و به جای کندنِ سنگ و صخره، راه ساختنِ سنگهای الماس را بدست بیاورد. سیپرین در تلاش برای ساختن الماس مصنوعی، آزمایشهای وسیع و دامنه‌داری را شروع می‌کند. پس از چند هفته سخت و طاقت فرسا، تلاشهای شبانه‌روزی او جواب می‌دهد و موفق به تولید یک قطعه الماس مصنوعی می‌شود، بزرگترین الماسی که تا آنزمان نظیرِ آن در جهان بدست نیامده بود، چهار یا پنج برابر الماسِ «کوه نور» که بزرگترین گنجینه انگلستان بود.
آلیس به الماس (که همچون زیبایان بومیِ آفریقای جنوبی، سیاه رنگ و همچون یکی از ستارگان منظومه شمسی، درخشان بود) نامِ ستاره جنوب می‌دهد.
سیپرین برای بدست آوردن آلیس، الماس را به آقای واکینس پیشکش می‌کند. آقای واکینس هم به افتخار این سنگ قیمتی که همه خواهان دیدن آن بودند یک مهمانی مجلل ترتیب می‌دهد. در مهمانی شبانه پدر آلیس همه مال و منال خود را که به زور و با دور زدن قانون از پیرمرد الماس تراش گرفته، از دست می‌دهد و پیرمرد به شرط اجازه ازدواج دخترش با سیپرین الماس را به او می‌دهد و آنها ازدواج می‌کنند.